# 창밖의 여자
"창밖의 여자"는 1980년에 개봉한 대한민국의 영화이다.

## 캐스팅
- 진수경
- 한진희
- 유장현
- 김정철
- 조인표
- 이영옥 (특별출연)